# Крейг Федерігі
Крейг Федерігі (англ. Craig Federighi, нар. 27 травня 1969) — американський інженер і бізнесмен, старший віцепрезидент з розробки програмного забезпечення в Apple Inc. Він контролює розробку iOS, iPadOS, macOS і груп інженерів загальних операційних систем Apple. Його команди відповідають за постачання програмного забезпечення продуктів Apple, включаючи інтерфейс користувача, програми та фреймворки.

## Молодість і освіта
Федерігі народився 27 травня 1969 року в Сан-Леандро, США. Після закінчення середньої школи Acalanes High School у Лафаєтті, штат Каліфорнія, Федерігі здобув ступінь бакалавра наук з електротехніки та комп'ютерних наук в Університеті Каліфорнії в Берклі, а пізніше — ступінь магістра з комп'ютерних наук в Університеті Каліфорнії в Берклі. Федерігі про свою мотивацію здобути таку освіту заявив: «Я став інженером, тому що вірю в силу технологій, щоб збагатити наше життя».

## Кар'єра

### NeXT та Ariba
Федерігі працював під керівництвом Стіва Джобса в NeXT, де керував розробкою Enterprise Objects Framework. Він приєднався до Apple, коли компанія придбала NeXT у 1996 році, але потім залишив її в 1999 році перейшовши в Ariba, де обіймав кілька посад, включаючи посаду головного технічного директора.

### Повернення в Apple
Федерігі повернувся в Apple у 2009 році, щоб очолити розробку macOS, у той час, коли Apple щойно завершила розробку Mac OS X Snow Leopard, яку високо оцінювали за її швидкість та якість. У березні 2011 року Федерігі змінив Бертрана Серле на посаді віцепрезидента відділу розробки програмного забезпечення Mac в Apple, а в серпні 2012 року його підвищили до старшого віцепрезидента, підпорядкованого безпосередньо генеральному директору Тіму Куку. Після звільнення Скотта Форстолла з Apple, повноваження Федерігі було розширено, щоб охопити роботу над iOS на додаток до macOS. У наступне десятиліття Федерігі спостерігав за помітним зниженням якості та безпеки програмних продуктів Apple.
Повідомлялося, що станом на вересень 2016 року Федерігі володів понад 500 000 акцій Apple, що станом на червень 2020 року оцінюються у суму близько 180 мільйонів доларів США.
У 2017 році Федерігі оголосив, що веббраузер Safari блокуватиме файли cookie, які дозволяють стежити за людьми на вебсайтах.

#### Публічний імідж
У спільноті користувачів і розробників Apple Федерігі відомий своїми енергійними презентаціями нового програмного забезпечення Apple, які часто включають абсурдний гумор, як-от відсилки до його волосся, використання нових функцій програмного забезпечення для організації заходів, таких як офісні караоке-вечірки та кемпінги, а також його заявлена любов до групи Rush. Постійні жарти у презентаціях Федерігі новинок macOS включають опис вигаданих подвигів «команди маркетингу злому продуктів» (англ. crack product marketing team), мандрівки голим Каліфорнією на мікроавтобусі Volkswagen до місця, на честь якого названа нова версія операційної системи macOS. У Федерігі є кілька відомих прізвиськ у спільноті Apple, наприклад «Сила Волосся-1» (англ. Hair Force One). Крім того, генеральний директор Apple Тім Кук назвав його «Супермен».
Його перша поява на сцені під час великої події Apple відбулася на конференції WWDC 2009 року, де він допоміг Бертрану Серле презентувати Mac OS X Snow Leopard. Він знову з'явився під час презентації «Назад до Mac» (англ. Back to the Mac) у 2010 році, презентуючи Mac OS X Lion. Він представив iOS 7 і OS X Mavericks на конференції розробників Apple WWDC 2013, а також iOS 8 і OS X Yosemite на WWDC 2014. На WWDC 2015 він виступив білю частину 2-годинної основної презентації Apple у день відкриття, представивши iOS 9 і OS X 10.11 «El Capitan» і розкривши плани щодо випуску нової мови програмування Apple Swift як проєкту з відкритим кодом. У вересні 2015 року він продемонстрував 3D Touch у новому iPhone 6S.
На WWDC 2016 Федерігі представив iOS 10 і macOS 10.12 «Sierra» і сказав, що 15-річна OS X буде перейменована на «macOS» відповідно до схеми імен, яку використовують для iOS, tvOS і watchOS. Він наголосив на використанні віджетів на екрані блокування iOS і оголосив про нові API для Siri та iMessage, які будуть відкриті для всіх розробників.
На спеціальному заході Apple у вересні 2017 року Федерігі спочатку не зміг належним чином продемонструвати функцію Face ID на iPhone X. Apple заявила, що перед заходом деякі співробітники Apple випадково запустили Face ID на одному з демонстраційних телефонів, змусивши пристрій запитувати пароль, коли Федерігі намагався його розблокувати.
На WWDC 2020 він був головним доповідачем, демонструючи багато останніх досягнень Apple. Він також представив iOS 14, iPadOS 14 і macOS 11 «Big Sur».
Він ненадовго з'явився на заході Apple у вересні 2020 року під час презентації сегмента, за який він відповідає. Однак він не говорив.
Під час спеціальної події Apple у листопаді 2020 року відео, на якому він «задає настрій», виводячи MacBook зі сну, миттєво стало мемом.
У листопаді 2021 року він виступив на Web Summit, розповідаючи про небезпеку дозволу сайдлодингу в екосистемі iOS.
На WWDC 2022 Федерігі представив iOS 16, macOS 13 «Ventura», а також iPadOS 16.

## Особисте життя
Федерігі має італійське походження. Федерігі одружився у 2014 році та має чотирьох дітей.